# Кинг, Марк

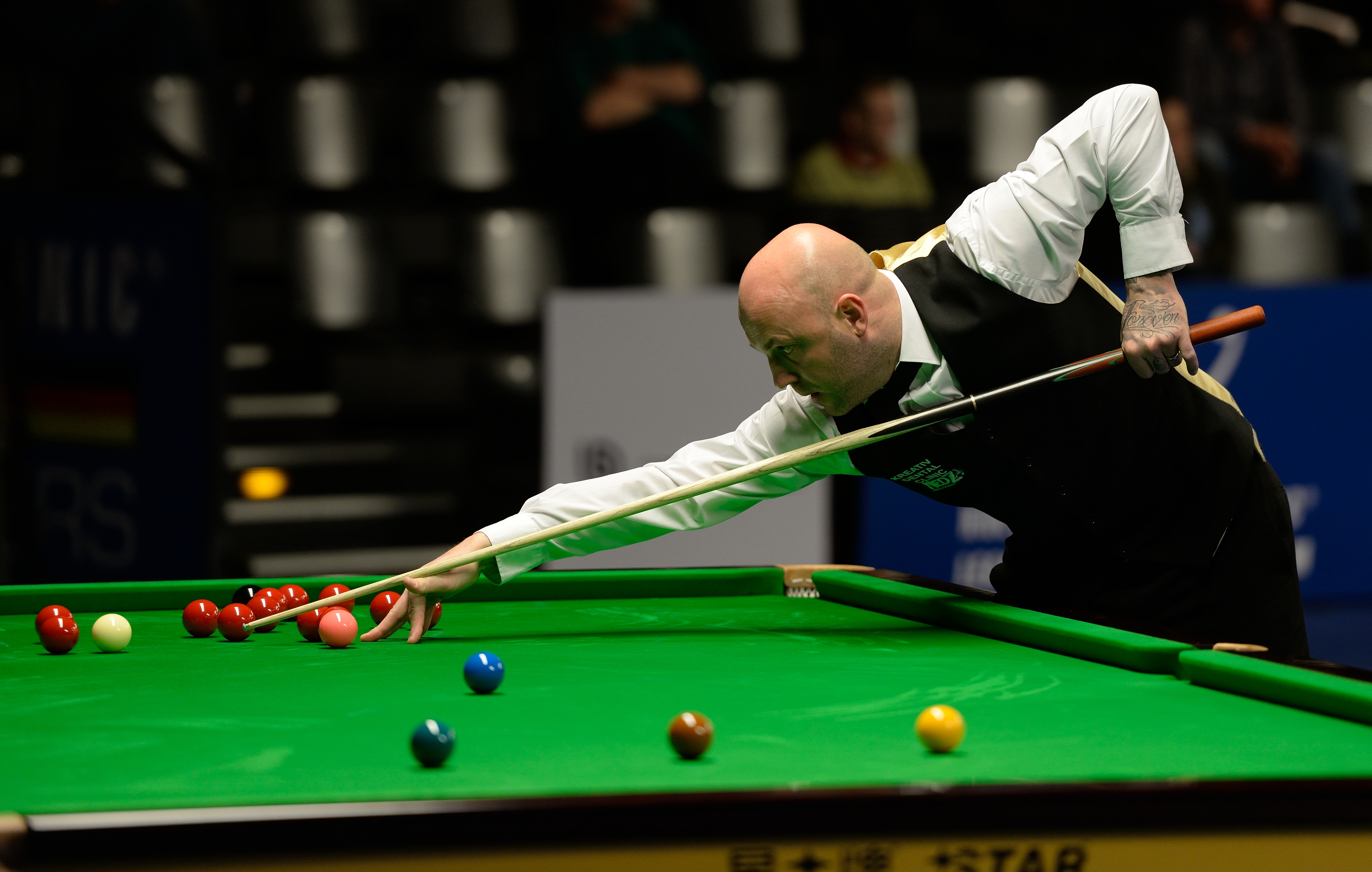
Марк Кинг, 2015

Марк Кинг (англ. Mark King, род. 28 марта 1974) — английский профессиональный игрок в снукер. Финалист Welsh Open 1997 и Irish Masters 2004 года. Кинг — один из немногих игроков, которому удавалось возвратиться в Топ-16 после выбывания из него.

## Карьера
Кинг стал профессионалом в 1991 году, однако первого серьёзного успеха добился лишь в 1997-м, выйдя в финал открытого чемпионата Уэльса. В финальном матче он легко проиграл Стивену Хендри, но после этого резко поднялся в рейтинге и занял 20-е место. В следующем сезоне Кинг, несмотря на провал в матче с Джоном Хиггинсом (тогда он за весь матч набрал 11 очков — антирекорд), он в основном выступил хорошо и по итогам сезона попал в Топ-16. Затем он с большим трудом всё же защитил свои позиции в топе на новый сезон, хотя не достиг ни одного рейтингового четвертьфинала.
В сезоне 1998/99 последовал небольшой спад, который вскоре сменился новым резким взлётом на 11-е место (пока это карьерный максимум Кинга).
Новый спад в его игре настал в 2003 году.
Однако, сезон 2005/2006 сложился для него хорошо: на чемпионате Великобритании он дошёл до полуфинала и только там проиграл будущему победителю — Стивену Магуайру. В том же сезоне он победил Ронни О'Салливана, а затем вышел в полуфинал Гран-при. Но, как это ни странно, Кинг не попал в Топ-16 из-за поражения Нилу Робертсону в 1/32 чемпионата мира.
В 2006 году на чемпионате Британии Кинг сделал высшую для себя серию в 146 очков. В сезоне 2007/08 Кинг показал стабильную игру и, дойдя на первенстве мира до 1/8 финала, повторил таким образом своё лучшее достижение на турнире. Именно это помогло ему возвратиться в Топ-16, и в сезоне 2008/2009 он числился под 15 номером в мировой табели о рангах.
В марте 2023 года Кинг был отстранён от снукерных турниров из-за подозрения в договорном матче c Джо Пэрри на турнире Welsh Open 13 февраля того же года. 15 ноября 2024 года стало известно, что снукериста дисквалифицировали на 5 лет, до 17 марта 2028 года, и приговорили к штрафу в 68 000 фунтов.

## Личная жизнь
Кинг — страстный футбольный болельщик. Занимается боксом. Известен казус с его боксёрским поединком против бывшего игрока мэйн-тура — Квинтена Ханна. Марк Кинг бросил вызов Ханну из-за хамского поведения последнего по отношению к Энди Хиксу, однако, матч Кинг проиграл по очкам.
У Кинга и его жены Салли трое детей. Старшие дети — мальчик и девочка: Фредди и Мэйзи. Младший ребёнок (ещё одна девочка) родилась в 2010. Марк обожает проводить с ними время.

## Достижения в карьере
- Чемпионат мира 1/8 финала — 1998, 1999, 2001, 2002, 2008, 2009, 2013
- Открытый чемпионат Уэльса финалист — 1997
- Irish Masters финалист — 2004
- Australian Open (пригласительный) чемпион — 2005
- Чемпионат Великобритании полуфинал — 2004
- Гран-при полуфинал — 2006
- Northern Ireland Open чемпион — 2016

## Финалы турниров

### Финалы Рейтинговых турниров: 3 (1 победа, 2 поражения)
| Результат  | №  | Год  | Соревнование          | Соперник в финале | Счёт |
| ---------- | -- | ---- | --------------------- | ----------------- | ---- |
| Финалист   | 1. | 1997 | Чемпионат Уэльса      | Стивен Хендри     | 2-9  |
| Финалист   | 2. | 2004 | Irish Masters         | Питер Эбдон       | 7-10 |
| Победитель | 1. | 2016 | Northern Ireland Open | Барри Хокинс      | 9-8  |

### Финалы Профессионально-любительских турниров: 6 (5 побед, 1 поражение)
| Результат  | №  | Год  | Соревнование            | Соперник в финале | Счёт |
| ---------- | -- | ---- | ----------------------- | ----------------- | ---- |
| Победитель | 1. | 2003 | Pontins Spring Open     | Крейг Батлер      | 5–4  |
| Победитель | 2. | 2005 | Fürth German Open       | Майкл Холт        | 4–2  |
| Победитель | 3. | 2005 | Austrian Open           | Ли Ричардсон      | 5–2  |
| Победитель | 4. | 2013 | Vienna Snooker Open     | Крейг Стедман     | 5–0  |
| Победитель | 5. | 2014 | Vienna Snooker Open (2) | Найджел Бонд      | 5–2  |
| Финалист   | 1. | 2015 | Vienna Snooker Open     | Питер Эбдон       | 3–5  |